# Dimcha Peak
Der Dimcha Peak (englisch; bulgarisch връх Димча wrach Dimtscha) ist ein felsiger, teilweise unvereister und 650 m hoher Berg an der Oskar-II.-Küste des Grahamlands auf der Antarktischen Halbinsel. In den Poibrene Heights auf der Blagoewgrad-Halbinsel ragt er 3,55 km südöstlich des Ravnogor Peak, 9 km südwestlich des Whiteside Hill und 2,5 km nördlich des Tikale Peak auf.
Die bulgarische Kommission für Antarktische Geographische Namen benannte ihn 2012 nach der Ortschaft Dimtscha im Norden Bulgariens.